# Ken Griffey Jr.
George Kenneth Griffey Jr. (ur. 21 listopada 1969) – amerykański baseballista, który występował na pozycji środkowozapolowego przez 22 sezony w Major League Baseball. Jest synem Kena Griffeya, Sr..

## Przebieg kariery
Ken Griffey Jr. dorastał w Cincinnati, gdzie uczęszczał na mecze Reds, w którym grał jego ojciec. W 1987 roku został wybrany w drafcie w 1. rundzie z numerem pierwszym przez Seattle Mariners, jednak początkowo występował w NAPBL. W MLB zadebiutował 3 kwietnia 1989 w wieku 19 lat w meczu przeciwko Oakland Athletics. W sezonie 1990 wystąpił po raz pierwszy (z trzynastu w karierze) w Meczu Gwiazd. W 1992 został wybrany MVP All-Star Game. Pięć lat później zwyciężając w American League między innymi w klasyfikacji zdobytych home runów (56), zaliczonych RBI (147) oraz slugging percentage (0,646), został wybrany najbardziej wartościowym zawodnikiem sezonu.
W latach 1998 i 1999 ponownie zwyciężał w klasyfikacji zdobytych home runów (odpowiednio 54 i 48). Rok do końca kontraktu, a także sposobność bycia razem z żoną Mellisą, synem i córką, którzy mieszkali w Orlando, spowodowały jednak, iż Griffey zażądał transferu, a tak zwana klauzula Ten And Five Rights (10 lat w jednym klubie i rozegrane w nim 5 sezonów z rzędu) pozwalała mu na odrzucenie każdej oferty. Według czasopisma Sports Illustrated Griffey Jr. miał przedstawić generalnemu menadżerowi Mariners Patowi Gillickowi listę czterech klubów, do których chciałby odejść (Atlanta Braves, Houston Astros, New York Mets oraz Cincinnati Reds. Ostatecznie doszło do porozumienia z klubem z Cincinnati.
W lutym 2000 roku przeszedł w ramach wymiany do klubu ze swojego rodzinnego miasta Cincinnati Reds, z którym podpisał dziewięcioletni kontrakt wart 116 milionów dolarów. 22 czerwca 2007 roku przed rozpoczęciem pierwszego meczu między ligowego pomiędzy Reds a Mariners rozgrywanym w Seattle, Griffey Jr. został przywitany przez kibiców Mariners brawami. W czerwcu 2008 w wyjazdowym meczu przeciwko Florida Marlins zdobył 600. home runa w karierze. Pod koniec lipca 2008 roku przeszedł do Chicago White Sox. W latach 2009–2010 występował ponownie w Seattle Mariners, gdzie zakończył karierę.

## Uhonorowanie
6 stycznia 2016 został uhonorowany członkostwem w Baseball Hall of Fame, otrzymując największy procent głosów w historii (99,3%). Ponadto został pierwszym zawodnikiem, wybranym z numerem pierwszym w drafcie, który został wprowadzony do Galerii Sław Baseballu. 6 sierpnia 2016 przed meczem z Los Angeles Angels of Anaheim na Safeco Field wziął udział w ceremonii zastrzeżenia numeru 24, z którym występował podczas gry w Seattle Mariners.

## Nagrody i wyróżnienia
| Wyróżnienie                            | Lata                                                                         | Źródło |
| MVP American League                    | 1997                                                                         | [ 6 ]  |
| 13× All-Star                           | 1990, 1991, 1992, 1993, 1994, 1995, 1996, 1997, 1998, 1999, 2000, 2004, 2007 | [ 3 ]  |
| All-Star Game MVP                      | 1992                                                                         | [ 13 ] |
| 10× Gold Glove Award                   | 1990, 1991, 1992, 1993, 1994, 1995, 1996, 1997, 1998, 1999                   | [ 14 ] |
| 7× Silver Slugger Award                | 1991, 1993, 1994, 1996, 1997, 1998, 1999                                     | [ 15 ] |
| Major League Baseball All-Century Team | wprowadzony w 1999                                                           | [ 16 ] |
| Baseball Hall of Fame                  | od 2016                                                                      | [ 11 ] |
| # 24 zastrzeżony przez Mariners        | 2016                                                                         | [ 12 ] |